# ナッジ

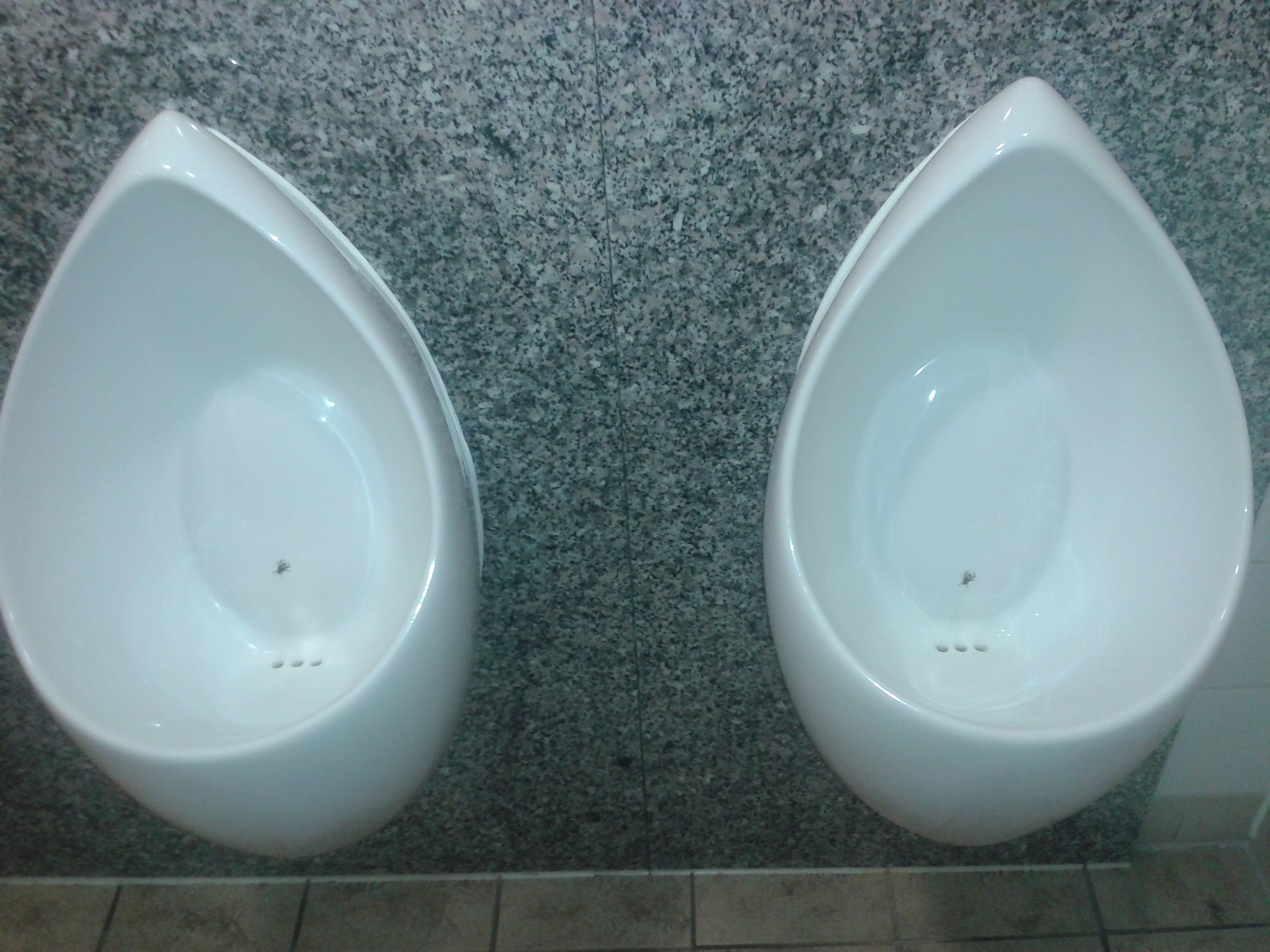
ナッジの例。イエバエが、男性用公衆トイレの小便器に描かれている。このようなそれとないデザインによって、使用者の行動を望ましい方向へと誘導することがナッジである。

ナッジ（英: Nudge、本来の意味は「（合図のために）肘で小突く」、「そっと突く」）とは、行動経済学、意思決定、行動政策、社会心理学、消費者心理、および関連する行動科学の概念である。ナッジ理論は、集団や個人の行動や意思決定に社会的影響を与える方法として、意思決定環境（選択アーキテクチャ）の適応的設計を提案する。これは、教育、立法、または行政上の強制執行などの他のコンプライアンス達成方法と対照的である。
ナッジの概念は、2008年の書籍『ナッジ：健康、富、幸福についての意思決定を向上させる』で普及した。この本は行動経済学者のリチャード・セイラーと法学者のキャス・サンスティーン、シカゴ大学の2人のアメリカ人学者によって書かれた。彼らの理論は英国とアメリカの政治家に影響を与えた。国レベル（英国、ドイツ、日本、その他）および国際レベル（例：世界銀行、国際連合、欧州委員会）で世界中にいくつかのナッジユニットが存在する。「ナッジ理論」が行動経済学における最近の新しい発展なのか、あるいは単に行動に影響を与える多くの方法の一つに対する新しい用語に過ぎないのかは議論の余地がある。
ナッジの有効性に関してはいくつかの論争がある。マイアーらは、メルテンスら（2021）が発見した出版バイアスを修正した後、ナッジが何らかの効果を持つという証拠はないと書いている。「ナッジング」は多くの技術を指す包括的な用語であり、懐疑論者は一部のナッジ（例：デフォルト効果）は非常に効果的である一方で、他のものはほとんど、あるいはまったく効果がないと考えており、平均的な効果の調査から離れて、代わりに調整要因に焦点を当てた今後の研究を求めている。英国と米国の2300万人以上の個人を対象にナッジユニットが実施したすべての未発表のナッジ研究のメタ分析は、多くのナッジへの支持を見出したが、発表された研究で見つかった効果よりも実質的に弱い効果を示した。さらに、一部の研究者は「万人向けの一つのナッジ」アプローチを批判し、個人差に基づいたパーソナライズされたナッジングのより多くの研究と実装を提唱している。これらは実質的により効果的で、より堅牢で一貫した証拠基盤を持つように見える。

## ナッジ

### 定義
「ナッジ」という用語と関連原則の最初の定式化は、1995年以前にサイバネティックスの分野でジェームズ・ウィルクによって開発され、ブルネル大学の学者D. J. スチュワートによって「ナッジの芸術」（時には「マイクロナッジ」とも呼ばれる）として説明された。それはまた、グレゴリー・ベイトソンに遡る臨床心理療法からの方法論的影響を受けており、ミルトン・エリクソン、ワツラウィック、ウィークランド、フィッシュ、そしてビル・オハンロンからの貢献も含んでいる。このバリエーションでは、ナッジは意図された介入の規模に関係なく、特定のグループの人々に向けられたマイクロターゲティング設計である。
2008年、リチャード・セイラーとキャス・サンスティーンの著書『ナッジ：健康、富、幸福についての意思決定を向上させる』がナッジ理論を有名にした。著者たちは強制なしに行動に影響を与えることを「リバタリアン・パターナリズム」と呼び、影響を与える人々を「選択アーキテクト」と呼んでいる。
セイラーとサンスティーンは彼らの概念を次のように定義した:6：
我々が使用する用語としてのナッジとは、人々の行動を予測可能な方法で変えるが、いかなる選択肢も禁止せず、彼らの経済的インセンティブを大きく変えない選択アーキテクチャのあらゆる側面のことである。単なるナッジとしてカウントするためには、その介入は避けるのが容易で安価でなければならない。ナッジは命令ではない。果物を目の高さに置くことはナッジである。ジャンクフードを禁止することはナッジではない。
この形式では、行動経済学を基に、ナッジはより一般的に行動に影響を与えるために適用される。
最も頻繁に引用されるナッジの例の一つは、アムステルダムのアムステルダム・スキポール空港の男性用トイレの小便器にハエの画像を彫り込んだもので、これは「狙いを改善する」ことを意図している。小便器の底にあるハエの画像は男性の狙いを改善し、清掃コストを低減することが証明されている。この書籍は米国と英国の政治家の間でも人気を得たほか、民間部門と公衆衛生の分野でも支持を集めた。

### 概要
ナッジは、環境を変えることで自動的な認識プロセスが望ましい結果を支持するように働きかけ、個人が特定の選択をしたり、特定の方法で行動したりする可能性を高める。
個人の行動は必ずしも彼らの意図と一致しているわけではない（この不一致は「価値-行動ギャップ」として知られている）。人間が完全に合理性を持つ存在ではないことは常識である。つまり、人々は自分の行動が最善の利益にならないことを認識していても、自分自身の最善の利益にならないことをしばしば行う。例として、空腹時にダイエットをしている人々は、体重を減らす能力を過小評価し、健康的に食べる意図は満腹になるまで一時的に弱まることがある。
ノーベル賞受賞者のダニエル・カーネマンは、人々が時に自分自身の利益に反して行動する理由として、情報処理のための2つの異なるシステムを説明している：システム1は速く、自動的で、環境の影響を受けやすい。システム2の処理は遅く、反省的で、明示的な目標や意図を考慮に入れる。状況が個人の認知能力に対して過度に複雑または圧倒的である場合、または個人が時間的制約やその他の圧力に直面している場合、システム1の処理が意思決定を引き継ぐ。システム1の処理は、意思決定のために様々な判断的ヒューリスティックに依存しており、より迅速な決定をもたらす。残念ながら、これは最適ではない決定にもつながる可能性がある。実際、セイラーとサンスティーンは、システム1の処理が個人の明示的な価値観や目標を上書きする状況に不適応行動を追跡している。習慣的な行動は、その行動を引き起こす環境的な手がかりが遮断されない限り、変化に抵抗することがよく記録されている。
ナッジ技術は、選択肢を作成している側に有利になるように判断的ヒューリスティックを利用することを目的としている。言い換えれば、ナッジは、ヒューリスティック、またはシステム1の意思決定が使用されたときに、結果として生じる選択が最も肯定的または望ましい結果になるように環境を変える。そのようなナッジの例は、店内のジャンクフードの位置を変更して、果物や他の健康的な選択肢がレジの隣に配置され、ジャンクフードは店の別の場所に移動されるというものである。

### 技術
ナッジは環境に加えられる小さな変化で、実施が容易で費用がかからない。無作為実験による直接比較では、ナッジは人々にお金を支払うよりも効果的に行動変化を動機づけることがあることが示されている。ナッジングのためのいくつかの異なる技術が存在し、デフォルト効果、社会的証明ヒューリスティック、および望ましいオプションの顕著性を高めることが含まれる。
「デフォルト効果」は、何もしなくても自動的に受け取るオプションである。人々はそれがデフォルトオプションである場合、特定のオプションを選択する可能性が高い。例えば、ピチャートとカツィコポウロス（2008）は、電力の再生可能エネルギーオプションがデフォルトオプションとして提供された場合、より多くの消費者がそれを選択したことを発見した。同様に、広告ネットワークでモバイルアプリ開発者に与えられるデフォルトオプションは、消費者のプライバシーに大きな影響を与える可能性がある。
「社会的証明ヒューリスティック」とは、人々が自分自身の行動の指針とするために他者の行動を見る傾向を指す。研究では、社会的証明ヒューリスティックを使用して人々により健康的な食品選択を促すことに成功したことがわかっている。
人々の注意が特定のオプションに引き寄せられると、そのオプションはより顕著になり、選択される可能性が高くなる。例として、オランダの駅のスナック菓子店では、果物や食生活指針に合った健康的なスナックオプションがレジの横に移動されたとき、消費者はより多くのそれらを購入した。それ以来、健康的な食品オプションをチェックアウトカウンターの近くに配置することと消費者の消費行動への影響に関する他の同様の研究が行われており、これは現在、効果的かつ広く受け入れられているナッジと考えられている。

## 適用
行動学的洞察とナッジは現在、世界中の多くの国で使用されている。

### 政府
1938年のオーストリアアンシュルス国民投票では、より大きな中央の円は「人々が投票する方法を理解できるよう『微妙な』ヒントだった」。意図された結果、つまりその指導者としてアドルフ・ヒトラーを持つドイツへのオーストリアの併合に対するJa（「はい」）は、最終的にこれとその他のより直接的な手段によって達成された。
1978年チリの国民協議では、偏った質問文に加えて、アウグスト・ピノチェトとその政府に対するSI（「はい」）はチリの国旗のスケッチの下にあり、NOは暗い黒旗の下にある。このナッジと他の措置により、「はい」に対する支持は79％に達した。
政府によるナッジ理論の適用にはいくつかの注目すべき例がある。
任期中、英国の首相デーヴィッド・キャメロンと米国大統領バラク・オバマはともに、それぞれの国で国内政策目標を進めるためにナッジ理論を採用しようとした可能性がある。2008年、米国はこの理論の開発を支援したキャス・サンスティーンを情報規制局の管理者として任命した。2010年、英国の行動インサイトチーム、または「ナッジユニット」が英国の内閣府に設立され、心理学者のデヴィッド・ハルパーンが指導した。
オーストラリアでは、ニューサウスウェールズ州政府が2012年に独自のナッジユニットを設立した。2016年、連邦政府もこれに続き、オーストラリア行動経済チーム（BETA）を「公共政策に行動的洞察を適用するための中央ユニット」として形成した。
2020年、英国のボリス・ジョンソン政権はコロナウイルスのパンデミックと戦うためにナッジ理論に依存することを決定し、主任科学顧問のパトリック・ヴァランスがこの戦略で「集団免疫」を促進しようとした。

### ビジネス
ナッジ理論は経営管理論と組織文化にも適用されている。
例えば、ナッジは「ゼロ事故文化」の達成を主な目標として環境・健康・安全（HSE）に適用されている。この概念は多くの人的資源ソフトウェアの重要なコンポーネントとしても使用されている。
企業環境におけるナッジ理論適用の特定の先駆者としては、一流のシリコンバレー企業が挙げられる。これらの企業は従業員の生産性と幸福を高めるために様々な形でナッジを使用している。最近、より多くの企業が「ナッジマネジメント」と呼ばれるものを使用してホワイトカラー労働者の生産性を向上させることに関心を持っている。

### 医療
最近、ナッジ理論は医療従事者が様々な領域でより意図的な決定を下すのを助けるために様々な方法で使用されている。例えば、ナッジは医療関連感染の数を減らすために手洗い衛生を改善する方法として使用されている。また、集中治療室での体液投与をより考慮された決定にするための方法としても使用されており、体液過剰の周知の合併症を減らすことを意図している。
飲食店の衛生に関する検査官報告書の公開表示を公的な「ナッジ」として行う取り組みは、各国で様々な反応を得ている。北米、ヨーロッパ、アジア、オセアニア全体での衛生格付けに関する最近のメタ分析レビューでは、検査官の評価（通常はスマイルやレターグレード）は時に役立つが、消費者にとって十分に情報提供的ではないことが示されている。

### 資金調達
ナッジ理論はファンドレイジングにも適用でき、ドナーの寄付を増やし、同じ個人からの継続的な寄付を増加させるのに役立つほか、新しいドナーに寄付を促すのにも有効である。
この分野にナッジ理論を適用する際にはいくつかの単純な戦略が使用されている。最初の戦略は寄付を「容易に」することである：継続的な寄付のためにドナーを自動的に登録する、または定期的に寄付するよう促すデフォルト設定を作成することで、個人が寄付を続ける可能性が高くなる。ドナーを増やす2番目の戦略は、寄付をより「魅力的に」することであり、これには報酬、パーソナライズされたメッセージ、または彼らの関心に焦点を当てることによって寄付への人のモチベーションを高めることが含まれる。パーソナライズされたメッセージ、小さな感謝の贈り物、そして自分の寄付が他者に与える影響を示すことは、寄付を増やす際により効果的であることが示されている。ドナーを増やすもう一つの有用な戦略は社会的影響を利用することであり、人々は規範に非常に影響を受ける。ドナーが公に目立つようにし、彼らの識別可能性を高めることで、他の個人は周囲の社会的規範に従って寄付する傾向が高まる。ピア効果の使用は寄付を増加させることが示されている。最後に、タイミングが重要である：多くの研究は、個人が寄付する可能性が高い特定の時期があることを実証しており、例えば休日の期間などが該当する。
多くのナッジング理論が寄付とドナーを増やすのに有用であるが、多くの学者は人口にそのような技術を使用することの倫理性について疑問を投げかけている。リューレら（2020）は、資金調達キャンペーンのナッジを設計する際には常に個人の自律性を考慮する必要があると述べている。彼らは、メッセージの背後にある他者のパワーと潜在的に侵入的なプロンプトがドナーの自律性の操作として懸念を引き起こす可能性があり、見られる可能性があると述べている。

### 人工知能
ナッジはレコメンドシステムなど、AIアルゴリズムの多くのレベルで使用されており、その結果はまだ調査中である。2018年に『Minds & Machines』に掲載された2つの記事は、ナッジと人工知能の関係に焦点を当て、パーソナライズされたターゲティングアルゴリズムが個人および集団の行動に影響を与えるために説得と心理測定学がどのように使用できるかを説明し、時には意図しない方法でも影響を与えることを説明している。

 
2020年に『AI & Society』に掲載された記事は、アルゴリズム規制におけるこの技術の使用について論じている。

2021年にハーバードビジネスレビューに掲載された記事は、「アルゴリズムナッジング」という用語を作った最初の記事の一つであった（アルゴリズム管理も参照）。著者は「企業はますます力ではなく、望ましい行動へと押し動かすことによって個人を管理・制御するためにアルゴリズムを使用している—つまり、彼らのパーソナライズされたデータから学び、何らかの微妙な方法で彼らの選択を変えることである」と強調している。
この概念はシカゴ大学の経済学者リチャード・セイラーとハーバード・ロー・スクールの教授キャス・サンスティーンの研究に基づいているが、「AIと機械学習の最近の進歩により、アルゴリズムナッジングは非アルゴリズム的なカウンターパートよりもはるかに強力である。労働者の行動パターンに関する多くのデータが手元にあるため、企業は現在、個人の決断と行動を大規模に変えるためのパーソナライズされた戦略を開発できる。これらのアルゴリズムはリアルタイムで調整できるため、このアプローチはさらに効果的になる」。

### 観光
楽しみに焦点を当てたコンテキスト、例えば観光業の研究者が提起した1つの懸念は、態度、意図、行動の間のギャップである。これは観光客が快楽を求めているためである。観光における数多くの実証的証拠は、観光客の活動による環境への負担を軽減する上で、ナッジ理論の高い有効性を示唆している。例えば、観光客はより倫理的な食品を消費し、よりサステナブルなホテルを選択し、ホテル滞在中にタオルやベッドリネンを再利用し、エネルギー消費を減らす意図を高め、観光客の自主的な炭素オフセットの採用を増加させたなどの多くの例がある。

### 教育
教育におけるナッジは、学生をより良い選択へと微妙に導き、学業目標を達成するのを助けるために使用される技術である。これらのナッジは、特にデュアルプロセス理論の概念に基づいた行動経済学と心理学の原則に基づいている。この理論によれば、思考には2つのシステムがある：システム1は自動的で本能的、システム2は反省的で意図的である。ナッジは、習慣や自動反応などのシステム1のプロセスをターゲットにして行動に影響を与え、学生が先延ばし、モチベーション不足、または不適切な学習習慣などの一般的な障害を克服するのを助ける。学生の目標と認識プロセスに沿ったナッジを設計することで、教育者は効果的に学生が最大限の可能性を発揮し、学業成績を向上させるのを支援できる。

#### 教育におけるナッジ：約束と課題
他の分野におけるナッジと同様に、教育におけるナッジは、習慣や動機不足のために苦戦するかもしれない望ましい行動を達成するのを個人が助けることを目的としている。学生にとって、これは締め切りを守ること、授業に集中すること、または整理整頓することを意味するかもしれない。いくつかの有望な例としては、家庭での読書活動を増やすために親にテキストリマインダーを送ることや、学生の成績を向上させるために有名な科学者の苦闘について情報を提供することが含まれる。しかし、課題も残っている。ナッジが長期的な変化をもたらすのか、あるいは取り除かれた後、時間とともにどのように機能するのかは不明である。さらに、ナッジがスカウト教育法の原則に沿っており、学生に肯定的な影響を与えることを確認することが重要である。教育におけるナッジが行動と認知プロセスをどのように効果的に影響するかを理解するためには、さらなる研究が必要である。
ナッジは教育において可能性を示しているが、その長期的な有効性と教育原則内でどのように適合するかについては疑問が残っている。ナッジは最終目標だけでなく、それらが影響する認知プロセスと行動も考慮すべきである。これらの側面を理解することで、教育者はナッジが肯定的な教育実践を促進し、学生が持続的な習慣を発展させるのを助けることを確実にできる。しかし、教育におけるナッジの実施は依然として限られており、この分野でのさらなる探求と発展の必要性が浮き彫りになっている。

#### 教育でよく使用される行動経済学の概念[73]
| 認知的疲労           | 人が難しい、または複雑な選択をしなければならない時 |
| 認知的過負荷         | 選択の複雑さのために、合理的な選択をすることが人にとって難しくなる場合 |
| フレーミング         | 選択がどのように説明されるかをフレーミングと呼ぶ。選択がより肯定的な方法でフレーミングされると、人はその選択をより簡単にできる                                                     |
| 損失回避             | 人々が勝った時に得る幸福よりも、失うことを嫌う程度が大きい現象。行動経済学者はこの損失回避を利用して、人々の行動変化を促すことができる                                             |
| 狭いブラケッティング | 人々が複雑な決定を小さな決定に分割するプロセスを説明する。時々この戦略によって、不正確な決定をすることがある                                                                       |
| 顕著性               | 人がより目立つ選択や、より顕著な選択について選択する可能性が高く、より目立たない他の選択肢を無視する傾向を説明する                                                                 |
| 時間的不整合性       | 人々が、質問されたタイミングに基づいて異なる選択をする様子を説明する。例えば、人は長い一日の終わりに非常に疲れている時に行う選択と、一日の始まりに行う選択とでは異なる可能性がある |
| デフォルトオプション | 行動経済学のナッジでよく使用されるデフォルトオプション。デフォルトオプションは、選択や行動が取られない場合に発生する                                                               |

## 批判
ナッジが何らかの効果を持つという証拠は「限定的」と批判されてきたため、メルテンスと同僚（2021）は包括的なメタ分析を実施した。彼らはナッジが効果的であるが、中程度の出版バイアスがあることを発見した。後にマイアーらは、この出版バイアスを適切に修正した後、ナッジが何らかの効果を持つという証拠はないと計算した。
公衆衛生財団キングス・ファンドのタミー・ボイスは次のように述べている：「私たちは『人々をナッジする』というアイデアのような、短期的で政治的に動機づけられたイニシアチブから離れる必要がある。これらは良い証拠に基づいておらず、人々が長期的な行動変化をするのを助けない」。同様に、モルズと同僚（2015）は、ナッジが時に有用であることを認めているが、隠れたナッジは「持続的な」行動変化を確保するための範囲が限られていると主張している。
キャス・サンスティーンは2016年の著書『The Ethics of Influence: Government in the Age of Behavioral Science』で批判に対して詳細に回答している。この本でサンスティーンは、ナッジがオートノミーを減少させる、個人の尊厳を脅かす、自由を侵害する、または福祉を減少させるという批判に対して、ナッジを擁護する主張をしている。彼は以前、2014年の著書『Why Nudge?: The Politics of Libertarian Paternalism』で、選択アーキテクチャは避けられず、何らかの形のパターナリズムは避けられないと主張してナッジ理論を擁護していた。
倫理学者はナッジ理論を厳密に議論してきた。これらの批判は、ボーヴェンス（2009）からグッドウィン（2012）まで、この議論の様々な参加者によって行われてきた。例えば、ウィルキンソンはナッジが操作的であると非難し、一方でイェン（2012）のような他の人々はその科学的信頼性に疑問を投げかけている。
ナッジの倫理性に関する世論もまた、「党派的ナッジバイアス」に影響されやすいことが示されている。デヴィッド・タネンバウム、クレイグ・R・フォックス、トッド・ロジャース（2017）の研究は、米国の成人と政策立案者が、自分自身の政治的傾向に沿った行動政策をより倫理的だと考えることを発見した。逆に、人々は政治的に一致しない同じメカニズムをよりun倫理的だと考えた。研究者たちはまた、ナッジが本質的に党派的ではないことを発見した：政治的な手がかりがない行動政策を評価する際、政治的スペクトル全体の人々は評価が似ていた。
将来これらのナッジを作成するデザイナーを考慮すると、ウィラーマークとイスリンド（2022）による研究では、デザイン学生の50％以上が選択アーキテクチャの一形態としてのナッジの実装に対して肯定的な態度を持っていることが示された。参加者は「多くの人々が少しのナッジから恩恵を受ける」と主張したが、約40％はこの概念に対して両義的または否定的な態度を持ち、「私たちは単に人々の選択の道筋を変えるべきではない」と述べた。
ハウスマンとウェルチ（2010）やロバーツ（2018）、そしてムルクバ（2021）のような一部の人々は、分配的正義に基づいてナッジが許容されるべきかどうかを調査している。ロバーツ（2018）はナッジが脆弱な低所得者に対して、あまり脆弱でない個人ほど利益をもたらさないと主張したが、ムルクバの研究は、ナッジが低所得で低社会経済的地位の人々に最も利益をもたらし、むしろ分配的正義を高め、金融リテラシーの高い人と低い人の間の格差を減少させることを示唆している。この研究は、消費者が選択に関する知識が不足しており、したがって誤った選択をする可能性が高い状況では、「良いナッジ」の実装が倫理的に正当化されることを示唆している。同じ研究はまた、ナッジが「消費者の福祉を減少させながら企業の利益を増加させる可能性がある」と述べている。
レペニエスとマレツカ（2015）は、ナッジが法の支配と両立するかどうかを疑問視している。同様に、法学者たちはナッジと法律の役割について議論している。
ボブ・サグデンのような行動経済学者は、支持者たちの主張に反して、ナッジの基礎となる規範的ベンチマークは依然として経済人であると指摘している。
ナッジは社会工学で実践されるような心理的操作の婉曲法でもあると指摘されている。
ハンガリーの社会心理学者フェレンツ・メレイとラースロー・ガライの作品には、ナッジ理論の予測と、同時に暗黙の批判が存在する。彼らは、ナッジのターゲットがナッジに積極的に参加することを強調している。
『Neuroliberalism: Behavioural Government in the Twenty-First Century』（2017）という本の著者たちは、政府への行動的アプローチには多くの価値と多様性がある一方で、神経科学が新自由主義経済のニーズに取り込まれる危険性を含む、重要な倫理的問題があると主張している。